# Nomioides gussakovskiji
Nomioides gussakovskiji är en biart som beskrevs av Blüthgen 1933. Nomioides gussakovskiji ingår i släktet Nomioides och familjen vägbin. Inga underarter finns listade i Catalogue of Life.